# Johann Nepomuk Rust
Johann Nepomuk Rust (Jánský Vrh, 5 aprile 1775 – Ząbkowice Śląskie, 9 ottobre 1840) è stato un chirurgo tedesco.

## Biografia
Studiò medicina a Praga, conseguì la laurea in ostetricia nel 1799 e il dottorato in chirurgia nel 1800. Successivamente lavorò brevemente a Vienna e Parigi e successivamente insegnò al Liceo di Olomouc. Dal 1803 al 1810 fu professore di chirurgia presso l'Università di Cracovia, dove fondò una clinica chirurgica. Nel 1810 fu nominato capo chirurgo presso l'Allgemeines Krankenhaus di Vienna.
Nel 1816 divenne direttore della clinica chirurgica / oftalmologica del Charité, nonché professore aggiunto presso l'accademia militare medico-chirurgica di Berlino. Nel 1822 ottenne il titolo militare di Generalstabsarzt (chirurgo generale) e nel 1824 divenne professore ordinario all'Università di Berlino. Nel 1834 fu eletto membro straniero dell'Accademia reale svedese delle scienze.